# James Francisco
James Lee Francisco (* 10. Oktober 1937 in Lamar, Colorado; † 1. September 2018) war ein US-amerikanischer Politiker. Zwischen 1991 und 1995 war er Vizegouverneur des Bundesstaates Kansas.

## Werdegang
Über die Jugend und Schulausbildung von James Francisco ist nichts überliefert. Später arbeitete er in der Luftfahrtindustrie und in der Plastikverarbeitung. Er war auch als Berater tätig. Politisch schloss er sich der Demokratischen Partei an. Zwischen 1967 und 1973 saß er im Repräsentantenhaus von Kansas; von 1973 bis 1991 gehörte er dem Staatssenat an.
1990 wurde Francisco an der Seite von Joan Finney zum Vizegouverneur von Kansas gewählt. Dieses Amt bekleidete er zwischen dem 14. Januar 1991 und dem 9. Januar 1995. Dabei war er Stellvertreter der Gouverneurin. Im Jahr 1994 kandidierte er erfolglos für das Amt des Gouverneurs. Danach ist er politisch nicht mehr in Erscheinung getreten.